# Sciophila muglolutea
Sciophila muglolutea är en tvåvingeart som beskrevs av Bechev och Koc 2006. Sciophila muglolutea ingår i släktet Sciophila och familjen svampmyggor.
Artens utbredningsområde är Turkiet. Inga underarter finns listade i Catalogue of Life.